# Batié (Kamerun)
Batié – miasto kameruńskie leżące w departamencie Hauts-Plateaux w Regionie Zachodnim.
W 1995 roku miasto o powierzchni 90 km² zamieszkiwało 15 000 ludzi.